# Eicklingen
Eicklingen (Nederduits: Eikeln) is een gemeente in de Duitse deelstaat Nedersaksen. De gemeente maakt deel uit van de Samtgemeinde Flotwedel en hoort bestuurlijk bij de Landkreis Celle.
Eicklingen telt 3.275 inwoners.
Door het zuidwesten van de gemeente stroomt de (niet bevaarbare) rivier de Fuhse, een zijrivier van de Aller.
Tot de gemeente behoren de Ortsteile Klein Eicklingen (Lüttjen Eikeln), Groß Eicklingen (Groten Eikeln), Sandlingen (Santeln), Schepelse (Scheipelse), Neu-Schepelse en Paulmannshavekost. De meeste van deze plaatsjes bestonden blijkens oude documenten reeds sinds de 14e of 15e eeuw.

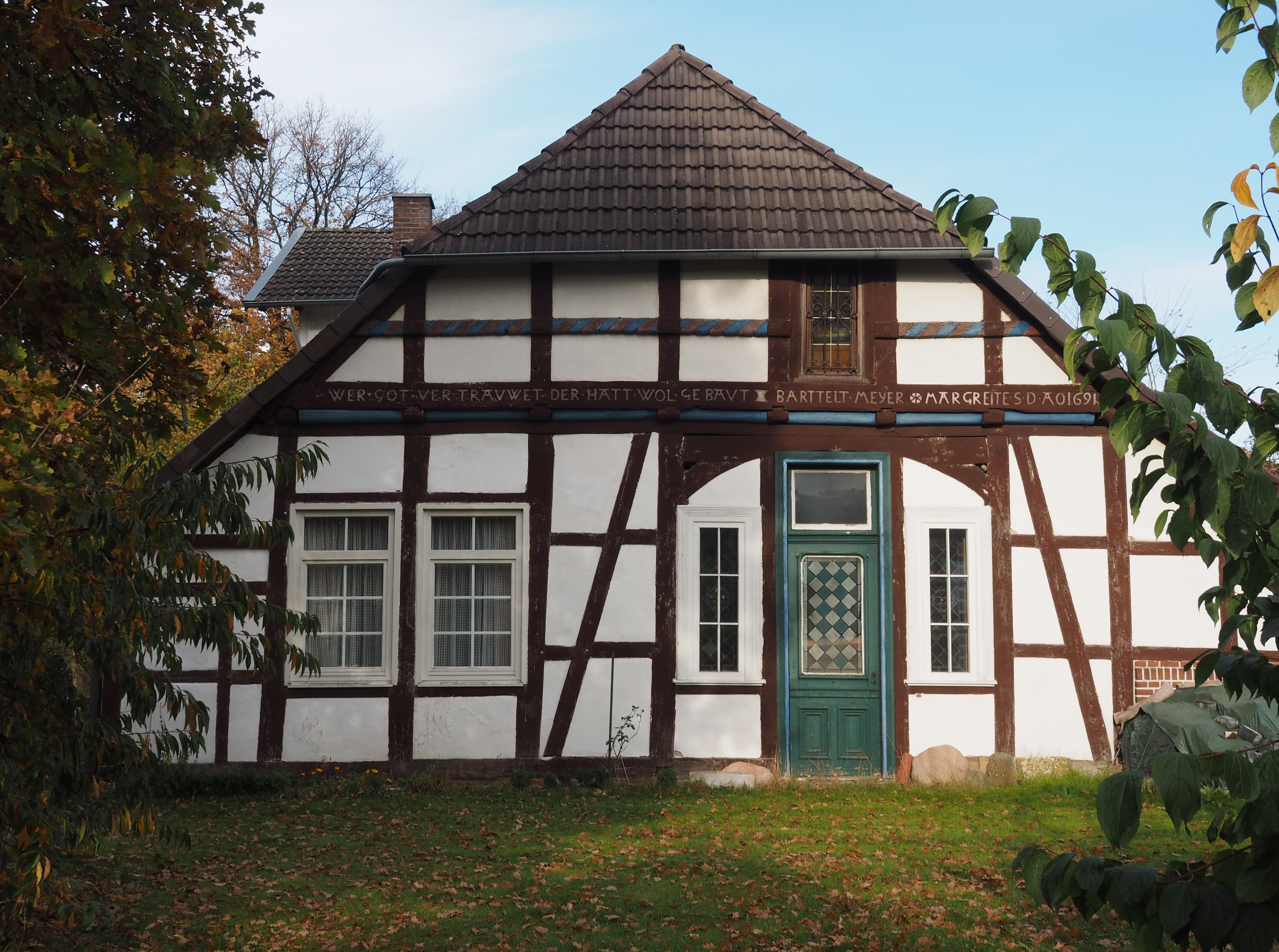
Voor de streek typische oude boerderij

De historische hoofdplaats van de gemeente, Groß Eicklingen, heeft voornamelijk een landelijk karakter en is inmiddels kleiner dan Klein Eicklingen, dat zich door zijn ligging aan de Bundesstraße 214 steeds verder ontwikkeld heeft. Dit dorp beschikt ten behoeve van het lokale midden- en kleinbedrijf ook over een klein bedrijventerrein aan deze weg.  In de rest van de gemeente is de landbouw en de veeteelt economisch nog overheersend.

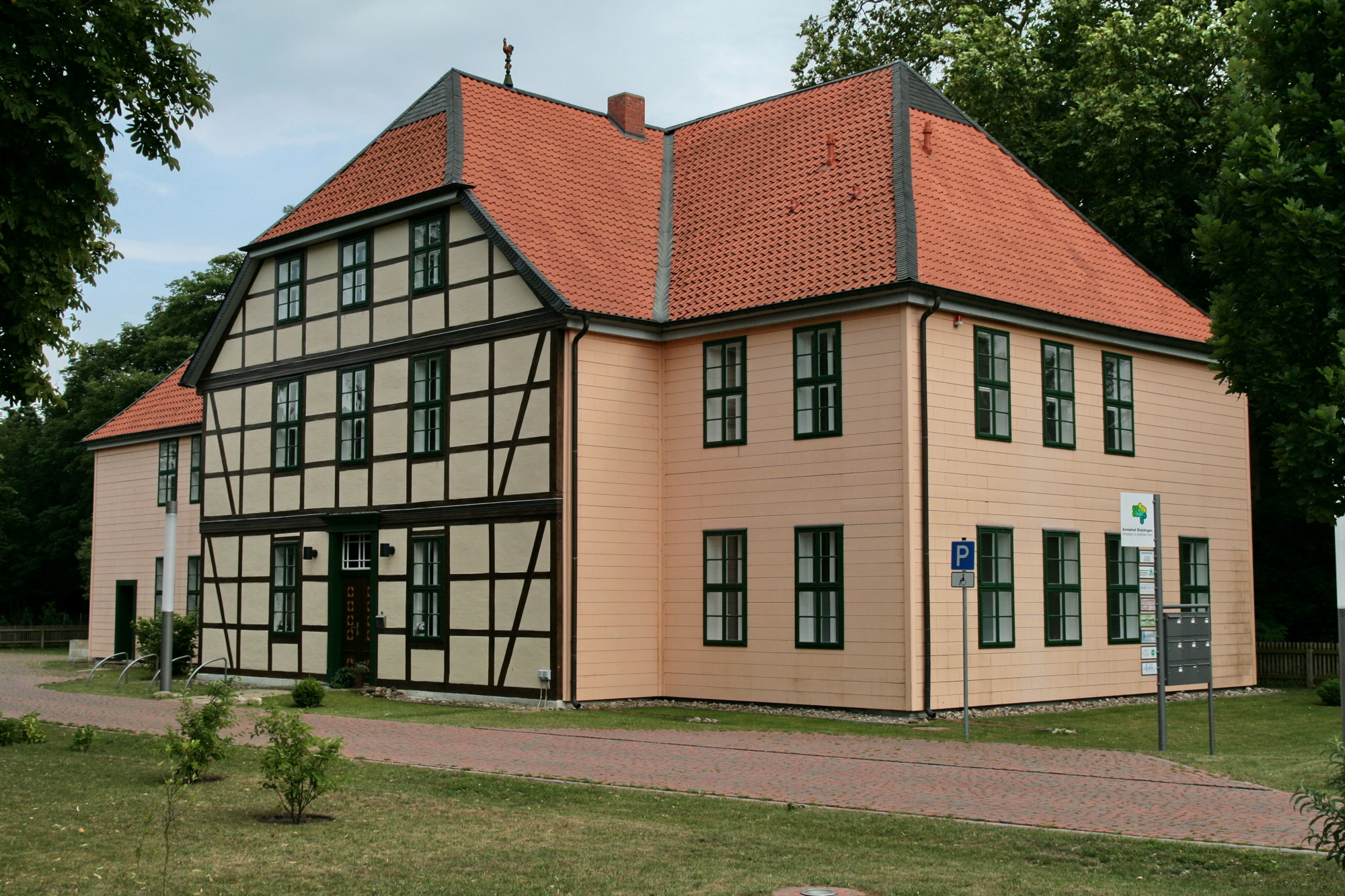
Amtshuis

Het in 1616 voor het eerst in een document vermelde Amtshaus Eicklingen diende achtereenvolgens als regionaal bestuurskantoor, herenboerderij (1859-1933), meisjesschool (ten tijde van het Derde Rijk), noodopvang voor vluchtelingen en Heimatvertriebene (1945-plm. 1952), en opslagruimte van een meubel- en tapijthandel. Het gebouw werd daarna gerestaureerd. Er is een belangrijk, van de regionale overheid uitgaand onderwijs- en voorlichtingsinstituut in gevestigd. Dit instituut draagt de naam Niedersächsisches Informations- und Kompetenzzentrum für den ländlichen Raum. Het houdt zich o.a. bezig met planologie in landelijke gebieden, zoals plattelandsdorpen.
- Gemeinsame Normdatei: 4398401-0
- Virtual International Authority File: 233862227
- WorldCat: E39PCjGhtRCh4FYpWFV3WrgGBP

Adelheidsdorf ·
Ahnsbeck ·
Beedenbostel ·
Bergen ·
Bröckel ·
Celle ·
Eicklingen ·
Eldingen ·
Eschede ·
Faßberg ·
Hambühren ·
Hohne ·
Lachendorf ·
Langlingen ·
Lohheide (gemeentevrij gebied) ·
Nienhagen ·
Südheide ·
Wathlingen ·
Wienhausen ·
Wietze ·
Winsen (Aller)